# Paducah (Kentucky)
Paducah és una població dels Estats Units a l'estat de Kentucky. Segons el cens del 2000 tenia 26.307 habitants.

## Demografia
Segons el cens del 2000, Paducah tenia 26.307 habitants, 11.825 habitatges, i 6.645 famílies. La densitat de població era de 521,4 habitants/km².
Dels 11.825 habitatges en un 25% hi vivien nens de menys de 18 anys, en un 36,8% hi vivien parelles casades, en un 16,2% dones solteres, i en un 43,8% no eren unitats familiars. En el 39,3% dels habitatges hi vivien persones soles el 17,3% de les quals corresponia a persones de 65 anys o més que vivien soles. El nombre mitjà de persones vivint en cada habitatge era de 2,12 i el nombre mitjà de persones que vivien en cada família era de 2,84.
Per edats la població es repartia de la següent manera: un 22,5% tenia menys de 18 anys, un 8,5% entre 18 i 24, un 26,2% entre 25 i 44, un 22,5% de 45 a 60 i un 20,3% 65 anys o més.
L'edat mediana era de 40 anys. Per cada 100 dones de 18 o més anys hi havia 77,9 homes.
La renda mediana per habitatge era de 26.137$ i la renda mediana per família de 34.092$. Els homes tenien una renda mediana de 32.783$ mentre que les dones 21.901$. La renda per capita de la població era de 18.417$. Entorn del 18% de les famílies i el 22,4% de la població estaven per davall del llindar de pobresa.

## Poblacions més properes
El següent diagrama mostra les poblacions més properes.